# سرخس‌های دوشاخه
سرخس‌های دوشاخه (نام علمی: Gleicheniaceae) نام یک تیره از رده رده دم‌اسبی است.